# Goodenoughwallaby
De Goodenoughwallaby (Dorcopsis atrata) is een zoogdier uit de familie van de kangoeroes (Macropodidae). De wetenschappelijke naam van de soort werd voor het eerst geldig gepubliceerd door Hobart Merritt Van Deusen in 1957.

## Beschrijving
De bovenkant van het lichaam is zwart, de onderkant wit. Het dier heeft korte oren en krachtige klauwen, die bij oudere dieren sterk gesleten zijn. De kop-romplengte bedraagt 550 tot 693 mm, de staartlengte 255 tot 423 mm, de achtervoetlengte 96,8 tot 118 mm, de oorlengte 28 tot 35 mm en het gewicht 4000 tot 7500 g.

## Verspreiding
De Goodenoughwallaby komt alleen voor in bossen op 1000 tot 1800 m hoogte op het eiland Goodenough in het zuidoosten van Papoea-Nieuw-Guinea, een gebied van nog geen 100 vierkante kilometer. In dat gebied is het dier vrij algemeen, hoewel er veel op wordt gejaagd. Waarschijnlijk is deze soort lang geïsoleerd op Goodenough; hij schijnt ook niet nauw verwant te zijn aan de andere leden van het geslacht.